# Camino Cintura (Valparaíso)
El camino Cintura (denominado originalmente Camino de Cintura) es una avenida ubicada en la ciudad de Valparaíso, Chile. Conecta a una gran cantidad de los cerros de la ciudad a lo largo de aproximadamente 4.6 kilómetros a unos 100 metros sobre el nivel del mar, desde su inicio en Avenida Playa Ancha, en el cerro del mismo nombre, hasta la calle Guillermo Munnich en el Cerro Alegre. Fue proyectada en 1872 por el arquitecto chileno Fermín Vivaceta como solución a la difícil comunicación entre un cerro y otro. La construcción se inició en 1876, cuando era intendente Domingo De Toro Herrera, siendo la mano de obra los presos de la cárcel de la ciudad.
Se extiende más allá de los límites anteriormente descritos si se le añade el tramo denominado Avenida Gran Bretaña en Playa Ancha, y la Avenida Alemania que se extiende desde la Plazuela San Luis (cerro Alegre) hasta el final de Avenida Francia (cerro La Cruz), tramo llamado así por decreto municipal del 28 de abril de 1925. Así, en total, la vía une a 20 de los 42 cerros de Valparaíso.
A lo largo de todo el tramo se puede tener una panorámica de tanto de la Bahía de Valparaíso y de la ciudad de Viña del Mar, como de la actividad del puerto, además de ser el principal eje turístico emplazado en los cerros, teniendo en sus cercanías a gran cantidad de miradores, museos (como La Sebastiana), ascensores, etc.